# Percolation de premier passage
La percolation de premier passage est un modèle de la théorie de la percolation, introduit par John Hammersley et Dominic Welsh comme un modèle de propagation d'un fluide dans un média poreux.

## Modèle
À chaque arête du graphe {\displaystyle Z^{d}}, on associe une variable aléatoire positive qui représente le temps nécessaire pour traverser l'arête. On peut alors définir le temps nécessaire pour suivre un chemin : c'est la somme des temps de passage des arêtes qui le composent. Le temps minimal pour aller d'un point {\displaystyle x} à un point {\displaystyle y} est la borne inférieure des temps des chemins qui vont de {\displaystyle x} à {\displaystyle y}.

## Résultats
Le résultat le plus célèbre concernant la percolation de premier passage est le suivant : si les temps de passages sont indépendants, distribués suivant une même loi {\displaystyle \nu } intégrable telle {\displaystyle \nu (\{0\})<p_{c}(Z^{d})} et que l'on note {\displaystyle B_{t}} l'ensemble {\displaystyle \{x\in Z^{d};d(0,x)\leq t\}} des points qui peuvent être atteints à partir de l'origine en un temps inférieur ou égal à {\displaystyle t},
alors l'ensemble renormalisé {\displaystyle B_{t}/t} converge presque sûrement vers un convexe compact déterministe qui est la boule unité associée à une certaine norme {\displaystyle \mu }.
La preuve de ce résultat repose essentiellement sur le théorème ergodique sous-additif.